# Matko Belčić
Matko Belčić (* 13. Februar 2006) ist ein kroatischer Leichtathlet, der im Mittelstrecken- und Hindernislauf an den Start geht.

## Sportliche Laufbahn
Erste Erfahrungen bei internationalen Meisterschaften sammelte Matko Belčić im Jahr 2022, als er bei den U18-Balkan-Meisterschaften in Bar in 6:39,78 min den sechsten Platz über 2000 m Hindernis belegte. Anschließend belegte er beim Europäischen Olympischen Jugendfestival (EYOF) in Banská Bystrica in 6:03,79 min ebenfalls den sechsten Platz und im Jahr darauf gelangte er beim EYOF in Maribor mit 5:43,59 min auf den vierten Platz. Anschließend schied er bei den U20-Europameisterschaften in Jerusalem mit 9:24,47 min in der Vorrunde über 3000 m Hindernis aus und gewann dann bei den U18-Balkan-Meisterschaften in Sivas in 6:14,74 min die Bronzemedaille über 2000 m Hindernis. 2025 gewann er bei den U20-Balkan-Meisterschaften in Craiova in 3:53,14 min die Silbermedaille im 1500-Meter-Lauf. Anschließend belegte er bei den U20-Europameisterschaften in Tampere in 8:56,27 min den neunten Platz über 3000 m Hindernis.
2023 wurde Belčić kroatischer Meister in der Distanzstaffel.

## Persönliche Bestleistungen
- 1500 Meter: 3:52,18 min, 29. Juni 2024 in Karlovac
  - 1500 Meter (Halle): 3:54,79 min, 22. Februar 2025 in Zagreb
- 3000 m Hindernis: 8:56,27 min, 10. August 2025 in Tampere